# Australomisidia cruentata
Australomisidia cruentata (L. Koch, 1874) è un piccolo ragno appartenente alla famiglia dei Thomisidae diffuso in Australia .

## Descrizione e comportamento
La lunghezza del corpo della femmina raggiunge i 5 mm mentre quella del maschio non supera i 3 mm. È un predatore da agguato, spesso osservato sui fiori del gruppo di piante Pultenaea, dove normalmente, anche la sacca delle uova viene deposta, tendenzialmente sui fiori, fissando i petali con la seta a formare una struttura che servirà come camera d'incubazione. Durante il periodo di cova, il ragno rimane con le uova, probabilmente continuando a cacciare dall'ingresso del rifugio, con il sacco delle uova nelle vicinanze. Le prede sono piccoli insetti volanti.